# Gnila
Gnila (Servisch cyrillisch Гнила) is een plaats in de Servische gemeente Tutin. De plaats telt 14 inwoners (2002).